# Themis (vệ tinh giả thuyết)

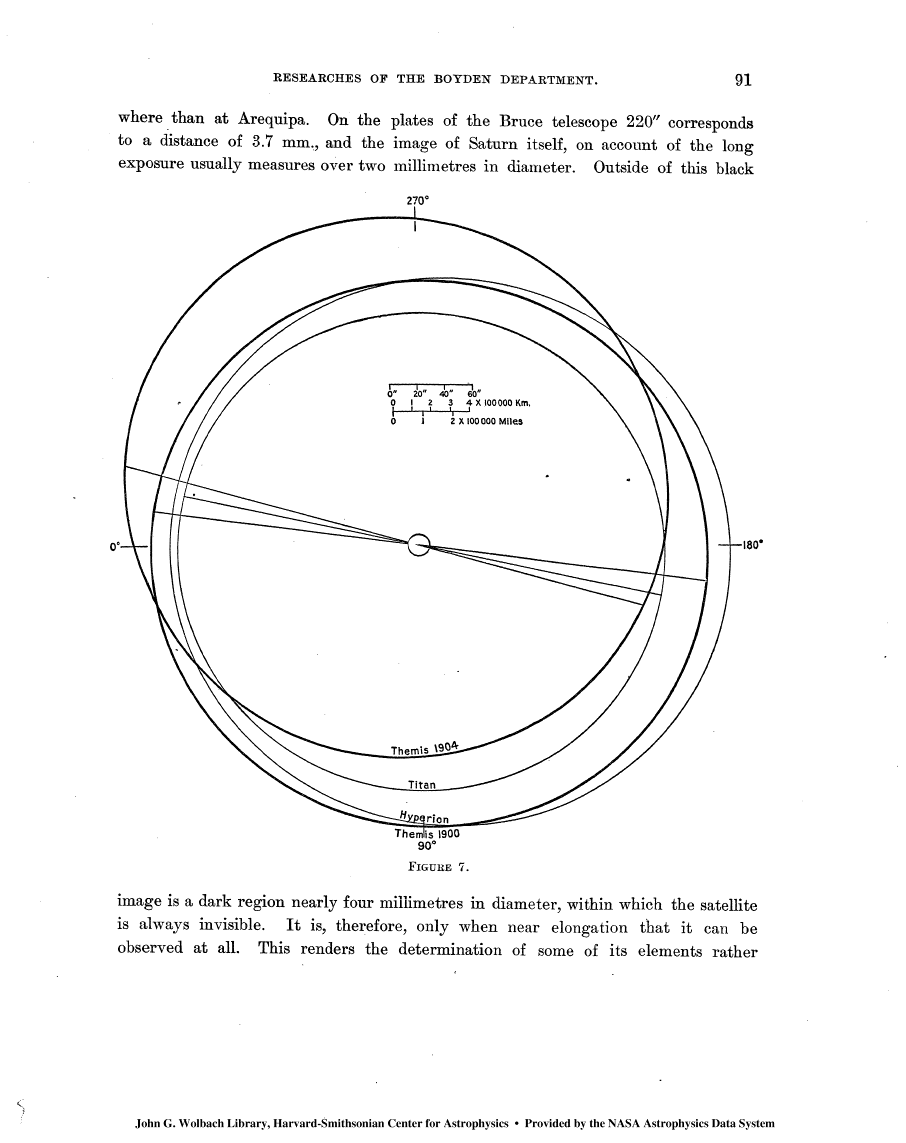
Hai quỹ đạo được tính toán cho vệ tinh Themis, bởi William Henry Pickering.

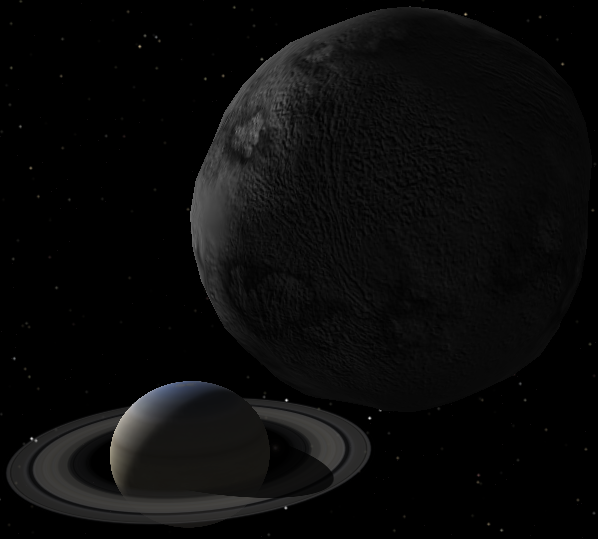
Hình vẽ của hoạ sĩ về Themis.

Themis là một vệ tinh giả thuyết của Sao Thổ được cho là tồn tại, bởi William Henry Pickering, bảy năm trước khám phá ra vệ tinh Phoebe. Dù vậy, vẫn chưa một nhà khoa học nào quan sát được vệ tinh bí ẩn này.
Pickering cho rằng vệ tinh có một quỹ đạo bị nghiêng cao (39.1), độ lệch tâm lớn (0.23), và một bán trục lớn là 1,457,000 kilomet, nhỏ hơn Hyperion một chút. Thời kỳ quỹ đạo là 20.85 ngày, với chuyển động tiên tiến.
Pickering ước lượng vệ tinh có đường kính là 61 km, nhưng sau đó chỉnh thành 68 km (đường kính của Phoebe).  Ông rõ ràng đã đánh giá quá cao suất phản chiếu; sử dụng con số hiện đại cho Phoebe cho Themis đường kính 200 km (120 mi).
Vào tháng 4 năm 1861, Hermann Goldschmidt cũng tin rằng có một vệ tinh khác là Chiron. Dù vậy nó cũng không được phát hiện.
Vệ tinh thứ 10 của Sao Thổ thực ra là Janus, được khám phá vào năm 1966 và công nhận năm 1980. Quỹ đạo của nó nằm ở xa quỹ đạo được cho là của Themis.
Cũng có một tiểu hành tinh tên là 24 Themis.